# Djebel Boukornine

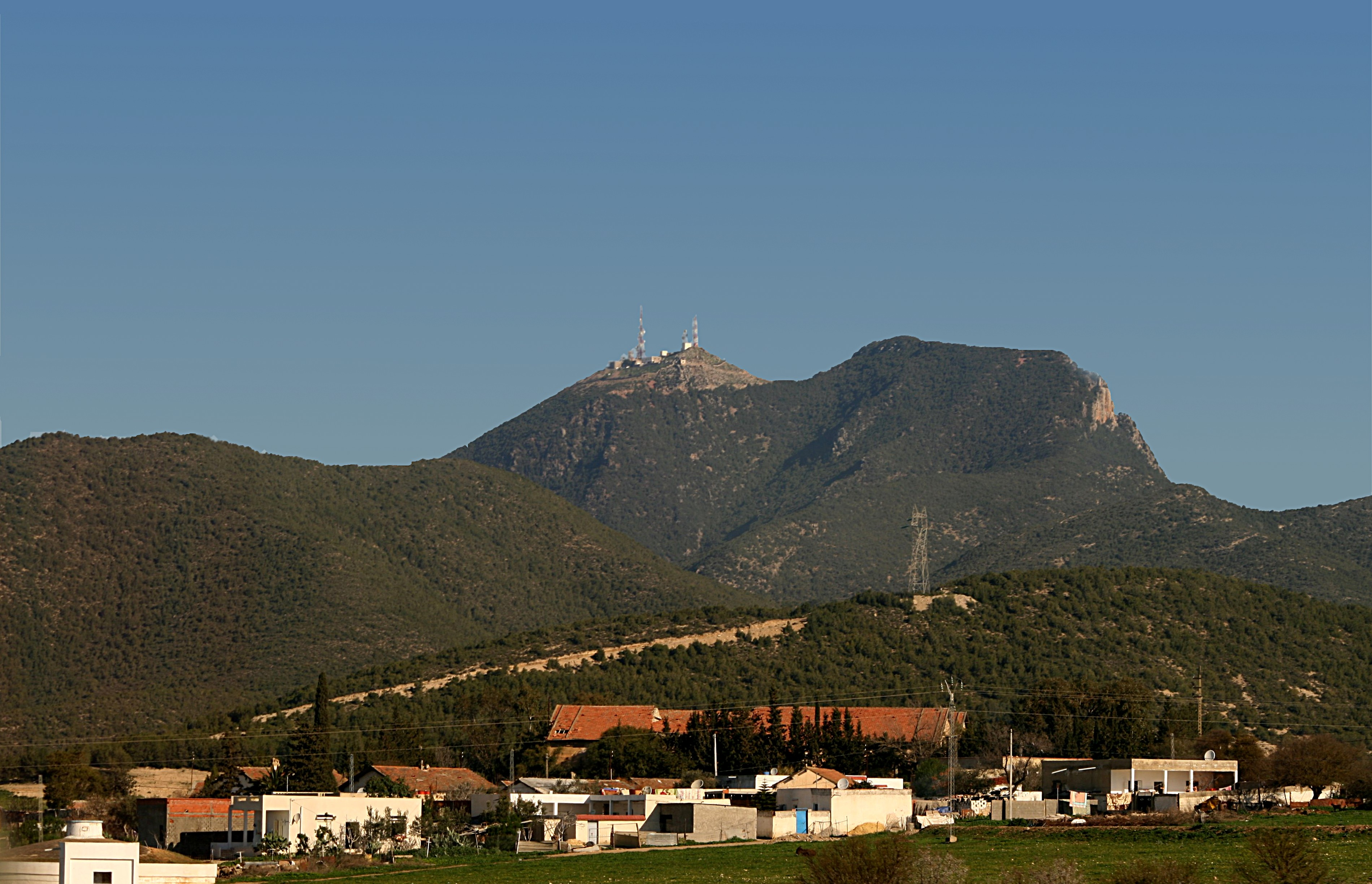
Djebel Boukornine

Der Djebel Boukornine oder Djebel Bou Kornine (arabisch جبل بوقرنين) ist ein bis zu 576 Meter hohes Küstengebirge südöstlich der tunesischen Hauptstadt Tunis nahe dem Golf von Tunis. Er gehört zur Dorsale und besteht hauptsächlich aus zwei markanten Gipfeln, von denen der kleinere 493 Meter hoch ist. Der höchste Punkt des Massivs überragt den Golf von Tunis und prägt das Stadtbild von Hammam Lif.

## Toponym
Der Name stammt wahrscheinlich aus dem phönizischen Ba'al Kornine, was so viel bedeutet wie der „Herr mit den zwei Hörnern“. Aus römischer Zeit ist der Name Balcaranensis überliefert.

## Besteigung
Eine Besteigung der beiden Gipfel ist möglich; doch befinden sich dort zwei Wetter- und Funkstationen.

## Naturschutzgebiet
Knapp 2000 Hektar des Gebiets des Djebel Boukornine sind als Naturschutzgebiet ausgewiesen. Vorherrschende Bäume sind Aleppo-Kiefern und Thujen. In den Wäldern leben Raubvögel und Füchse, die sich von Kleinsäugern ernähren, aber auch Wildschweine und Stachelschweine wurden bereits gesichtet. In den Jahren 2011 und 2014 wurden Teile des Waldes Opfer von Feuern.